# Nicky Barr

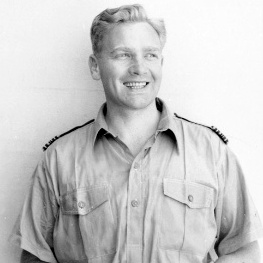
Nicky Barr.

Andrew William "Nicky" Barr (10 de Dezembro de 1915 – 12 de Junho de 2006) foi um jogador de rugby e ás da aviação na Real Força Aérea Australiana durante a Segunda Guerra Mundial. Abateu 12 aviões inimigos, todos enquanto pilotava um Curtis P-40.